# Young (Urugwaj)
Young – miasto w Urugwaju, w departamencie Río Negro.